# Europarlamentari pentru Irlanda 1984-1989
Aceasta e o listă cu cei 15 Europarlamentari ale Irlandei aleși în alegerile pentru Parlamentul European din 1984. Ei au activat în sesiunea 1984-1989.

## Circumscripții

### Connaught
- John McCartin
- Ray MacSharry
- Seán Flanagan

### Dublin
- Richie Ryan (înlocuit de Chris O'Malley în 1986)[1]
- Mary Banotti
- Eileen Lemass
- Niall Andrews

### Leinster
- Mark Clinton
- Jim Fitzsimons
- Patrick Lalor

### Munster
- T.J. Maher
- Tom Raftery
- Tom O'Donnell
- Gene FitzGerald
- Sylvester Barrett